# Урюпинская икона Божией Матери
Урю́пинская ико́на Бо́жией Ма́тери — почитаемая чудотворной православная икона Богородицы, явившаяся под станицей Урюпинской в 1827 году.
Икона чествуется в день её явления 8 (21) июня. В этот день проводятся крестные ходы с иконой.

## Обретение иконы
Согласно преданию, 8 (20) июня 1827 года образ нашли на ветвях дерева две богобоязненные отшельницы Ирина Лазарева и Анна Усачева недалеко от станицы Урюпинской в урочище под названием Каменный Баерак. Станица Урюпинская являлась центром Хопёрского округа области Войска Донского. Несколько лет икона хранилась у Лазаревой, затем была выставлена на церковной площади, и только в 1854 году помещена в Покровскую церковь станицы, где заняла почётное место и получила резной позолоченный киот.
На месте, где явился образ, появился источник с целебной водой. Сообщается, что в годы богоборчества его дважды тщетно пытались закопать.

## Списки с иконы
Считается, что в период между октябрём 1917 и 1941—1945 годами икона пропала (по другим данным икона пропала не ранее 1929 года). В 1943 году прихожане вернули образ Урюпинской Божией Матери во вновь открытый Покровский собор Урюпинска, в котором находится и настоящее время. Однако установить, был ли возвращенный образ чудотворной иконой или списком, обладающим чудотворной силой, практически невозможно. По словам благочинного Урюпинского района отца Андрея, всего существует четыре списка с явленной Урюпинской иконы.
В Покровском храме Урюпинска также находится список Урюпинской иконы, переданный в него в 2004 году. Также в кафедральном Казанском соборе Волгограда имеется точный список Урюпинской иконы, выполненный в 1907 году и обнаруженный в этом соборе в 2012 году.

## История почитания

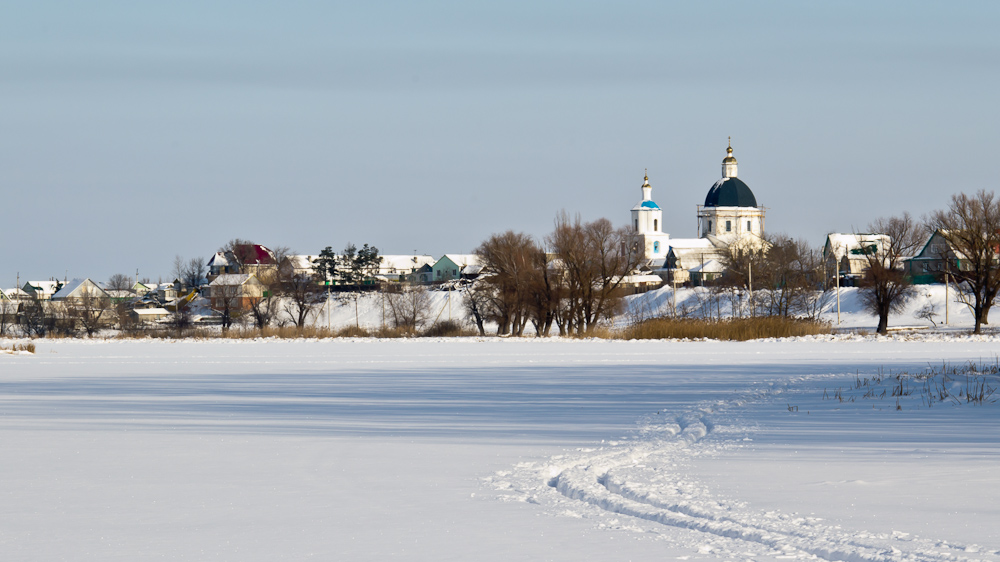
Вид на Покровскую церковь

Духовенство и прихожане отмечали многочисленные случаи чудесного исцеления после обращения к иконе.
Ежегодно в годовщину обретения иконы совершался крестный ход из церкви, где хранилась икона, к месту её обретения. Последний крестный ход перед его возобновлением в 1998 году, состоялся в 1927 году, когда праздновался столетний юбилей иконы. После этого местная советская власть закрыла часовню на месте обретения иконы и обустроила там санаторий.
Во время Великой Отечественной войны гонения на церковь прекратились, и в 1945—1947 годах в Урюпинск на празднование иконе собиралось до 15 тысяч верующих из Сталинградской, Воронежской, Ростовской, Саратовской, Рязанской, Тамбовской и других областей, а также УССР.
В настоящее время ежегодно по территории Волгоградской епархии совершается многодневный крестный ход с чудотворной Урюпинской иконой Божией Матери из храма в честь Покрова Пресвятой Богородицы в Урюпинске.
В 2021 году в Москве была проведена реставрация древней иконы, находящейся в Урюпинске.

## Гимнография
- Тропарь Пресвятой Богородице пред иконой Ея «Урюпинской», глас 3

Яви́лася еси́ на дре́ве в Донско́й земли́,/ благода́тная Твоя́ ико́на, Богоро́дице,/ больны́я исцеля́ти, заблу́ждшия обраща́ти;/ те́мже уми́льно мо́лимся Тебе́:/ изба́ви град наш от вся́каго зла// и спаси́ лю́ди, к Тебе́ притека́ющия..
- Кондак Пресвятой Богородице пред иконой Ея «Урюпинской», глас 5

Всеблага́я Чи́стая Богоро́дице,/ к Тебе́ прибега́ем, ве́рнии,/ Тобо́ю бо позна́хом ми́лость Бо́жию,/ чу́дную ико́ну Твою́,// от нея́ же вси здра́вие и спасе́ние прие́млем.